# José Carlos Moreira
José Carlos Gomes Moreira (* 28. September 1983 in Codó) ist ein brasilianischer Sprinter.

## Sportliche Laufbahn
Er war Teilnehmer der Hallenweltmeisterschaften 2006, Weltmeisterschaften 2007, Hallenweltmeisterschaften 2008, Olympischen Sommerspielen 2008 und Weltmeisterschaften 2009.
Bei den Olympischen Spielen 2008 erreichte er mit der Staffel das Finale und belegte dort den vierten Platz. 2017 erbten die Brasilianer durch die Disqualifikation des Jamaikaners Nesta Carters die Bronzemedaille. 

## Persönliche Bestzeiten
- 100 m: 10,15 s, 2. Mai 2009, São Paulo
- 200 m: 21,00 s, 5. August 2006, São Paulo